# Helga Nordhausen
Helga Nordhausen (* 12. Januar 1929 in Bremen; † 9. September 2012) war eine deutsche Autorin, die vor allem in Plattdeutsch geschrieben hat.
In zahlreichen Lesungen brachte sie ihre Geschichten und damit die plattdeutsche Sprache ihren Zuhörern nahe. Sie lebte im Ortsteil Eiße der Gemeinde Schweringen in der Samtgemeinde Grafschaft Hoya im Landkreis Nienburg/Weser in Niedersachsen.

## Werke
- Riskier mol wat, frei di. Geschichten ut Hoya un ümto. Beläwt un upschräben von Helga Nordhausen. Selbstverlag, Hoya 1987, 74 S.
- Ut schier Schandudel. Geschichten ut Hoya un ümto. Belävt un upschrüben von Helga Nordhausen. Zeitgeist Verlag, Hoya 1991, 78 S.
- Riskier mol wat, frei di. Geschichten ut Hoya un ümto. Arends, Bruchhausen-Vilsen 1994.
- Sneidjefidel. Arends, Bruchhausen-Vilsen 1994, 78 S., ISBN 3-924515-03-4
- Ut schier Schandudel. Geschichten ut Hoya un ümto. Arends, Bruchhausen-Vilsen 1994, 78 S., ISBN 3-924515-02-6